# ミニー・ウィッカー
ミニー・ウィッカー（1906年7月24日 - 2020年10月22日）はかつてアメリカ合衆国カリフォルニア州に在住した長寿の女性。存命中の人物としてヘスター・フォード、アイリス・ウェストマンに次ぐアメリカで3番目、世界で11番目の長寿者であった。

## 来歴
1906年7月24日、アメリカ・アーカンソー州にて生まれる。1927年6月には結婚し、その後4人の子供に恵まれた。夫は1994年に死去。67年間の結婚生活であった。112歳の時点では8人の孫、33人の曾孫、1人の玄孫が存在していた。2018年には米国選挙に投票をした。当時最高齢の有権者であった。2020年10月に114歳90日で死去した。